# Bulbul pelut
El bulbul pelut (Tricholestes criniger) és una espècie d'ocell de la família dels picnonòtids (Pycnonotidae) i únic membre del gènere monotípic Tricholestes. Es troba a Brunei, Indonèsia, Malàisia, Myanmar i Tailàndia. Els seus hàbitats principals són els boscos tropicals i subtropicals de frondoses humits de les terres baixes i els boscos de pantà. El seu estat de conservació es considera de risc mínim.